# Saint-Prex
Saint-Prex je obec na jihozápadě Švýcarska, v okrese Morges v kantonu Vaud. Žije zde přibližně 5 700 obyvatel.

## Geografie
Saint-Prex leží v nadmořské výšce 377 m, vzdušnou čarou 4,5 km jihozápadně od okresního města Morges.  Historické město se nachází na poloostrově vybíhajícím do Ženevského jezera v oblasti Vaudského středohoří.
Území obce o rozloze 5,5 km² zahrnuje část severního břehu Ženevského jezera. Území obce se táhne od břehu jezera směrem na sever přes rovné pobřeží až na sousední terasu, která je asi o 50 m výše. Severní hranici tvoří zalesněné údolí malé říčky Boiron de Morges. V Bois Billens dosahuje nejvyšší bod Saint-Prex výšky 455 m n. m. V tomto místě se nachází i nejvyšší bod obce. Na západě probíhá hranice podél krátkého potoka Ruisseau des Chenaux, zatímco na východě oblast zasahuje až k ústí řeky Boiron do Ženevského jezera. Řeka zde vytvořila malý náplavový kužel. V roce 1997 bylo 37 % rozlohy obce pokryto zastavěnou plochou, 7 % lesy a lesními porosty, 55 % zemědělstvím a necelé 1 % neproduktivní půdou.
Saint-Prex zahrnuje větší čtvrtě rodinných domů, osady Beaufort (410 m n. m.) na okraji terasy nad obcí a Les Iles (425 m n. m.) jižně od Boironu a několik samostatných farem. Sousedními obcemi jsou Buchillon, Etoy, Villars-sous-Yens, Lussy-sur-Morges, Lully a Tolochenaz.

## Historie

Letecký pohled (1959)

Saint-Prex má velmi dlouhou tradicí osídlení. Poblíž Fraidaigue byly objeveny pozůstatky neolitického sídliště. Z pozdní doby bronzové pochází nekropole s přibližně 30 hroby (většinou inhumačními). Další stopy se dochovaly z doby římské a raného středověku.
První zmínka o obci pochází z roku 885 z listiny pod názvem Sanctus Prothasius. V této době je na tomto místě zmiňován kostel, v němž měl být v polovině 7. století pohřben biskup Protasius z Lausanne. Současný název je nářeční formou jména biskupa svatého Prothaise. Od vrcholného středověku patří kostel a jeho okolí katedrální kapitule v Lausanne. Ze strategických důvodů nechala kapitula v roce 1234 město, kde se již od roku 1223 konal trh, opevnit. V roce 1358 přešlo Saint-Prex pod svrchovanost savojských hrabat.
Po dobytí Vaudu Bernem v roce 1536 přešlo město pod správu markrabství Morges a v rámci této politické a hospodářské závislosti ztratilo svůj význam. Stavební materiál ze starých městských hradeb byl v 17. století použit na stavbu vojenského přístavu v Morges. Po pádu Staré konfederace patřila obec v letech 1798–1803 v období helvétského soustátí ke kantonu Léman, který byl poté po vstupu v platnost Ústavy o zprostředkování sloučen s kantonem Vaud. V roce 1798 byla obec přiřazena k okresu Morges.
V roce 1973 byla obci udělena Wakkerova cena za péči o historicky cennou městskou krajinu.

## Obyvatelstvo
| Rok            | 1850 | 1900 | 1910 | 1930 | 1950 | 1960 | 1970 | 1980 | 1990 | 2000 | 2010 |
| Počet obyvatel | 528  | 882  | 883  | 1347 | 1507 | 1897 | 2306 | 2937 | 3793 | 4210 | 5338 |

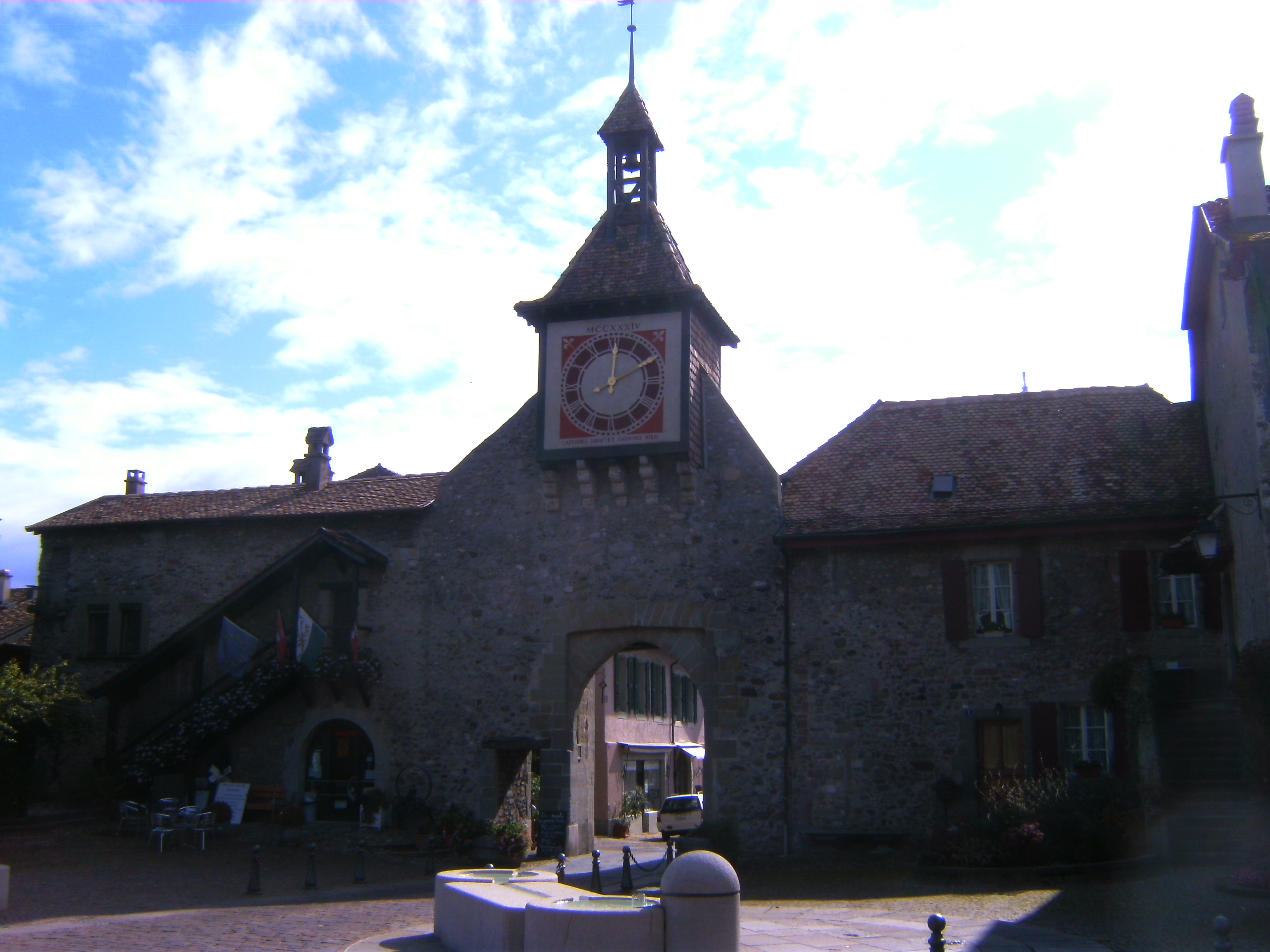
Městská brána

Z celkového počtu obyvatel je 82,5 % francouzsky mluvících, 5 % německy mluvících a 3,3 % italsky mluvících (údaj z roku 2000). V roce 1850 žilo v Saint-Prex celkem 528 obyvatel a v roce 1900 882 obyvatel. Od roku 1950 (1507 obyvatel) počet obyvatel rychle roste a během 50 let se ztrojnásobil.

## Hospodářství
Až do konce 19. století bylo Saint-Prex malým zemědělským městem. Dnes má zemědělství a vinařství pouze druhořadý význam pro obživu obyvatel. Jižní svahy terénní terasy jsou ideální pro pěstování vína.
Hospodářský vzestup městečka nastal na počátku 20. století, kdy zde Henri Cornaz v roce 1911 založil sklárnu Verrerie S.A. Firma stále právně sídlí v Saint-Prex pod názvem Vetropack, zatímco ředitelství společnosti se nachází v Bülachu. Nachází se zde také firma specializující se na měřící přístroje a řada drobných podniků. Ve městě se nachází muzeum skla (od roku 1982) a také turistická infrastruktura (hotely a přístav lodí) a kulturní a sportovní centrum Vieux-Moulin.
V posledních desetiletích se Saint-Prex stále více rozvíjí jako rezidenční obec. Mnoho pracujících dojíždí za prací především do Lausanne a Morges.

## Doprava
Obec má dobré dopravní spojení. Leží na hlavní silnici č. 1 vedoucí ze Ženevy podél břehu jezera do Lausanne. Dálniční křižovatky Aubonne a Morges-Ouest na dálnici A1 (Ženeva–Lausanne), která byla otevřena v roce 1964, jsou vzdáleny asi 5 km od obce. Stanice Saint-Prex na úseku železniční trati Lausanne–Ženeva z Morges do Coppet, která byla otevřena 14. dubna 1858, se nachází přímo v obci. Saint-Prex je také napojeno na síť lodních linek na Ženevském jezeře.